# تيودروس الثاني

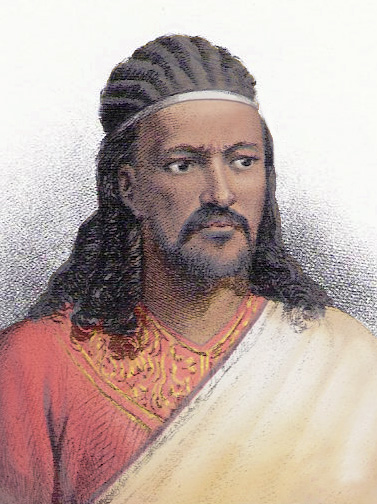
تيودروس الثاني

تيودروس الثاني (بالجعزية: ቴዎድሮስ) ويُعرف في بعض المصادر الإنجليزية باسم ثيودور الثاني (بالأمهرية: ዓፄ ቴዎድሮስ) ـ (حوالي 1818 ـ 13 أبريل 1868) هو إمبراطور الحبشة من سنة 1855 إلى وفاته منتحرًا سنة 1868. يعد المؤرخون عصره بداية إثيوبيا الحديثة ونهاية ما سمي بزمن الأمراء.